# Agneša Kalinová
Agneša Kalinová (geboren 15. Juli 1924 in Košice, Tschechoslowakei; gestorben 18. September 2014 in München) war eine tschechoslowakische Journalistin, Publizistin, Filmkritikerin und Übersetzerin.

## Leben
Agneša Farkašová (Agi) wurde in einer jüdischen Familie in Košice geboren und wuchs in Prešov auf. Teile der Region, in der Slowaken, Ungarn, Ruthenen, Juden und Deutsche lebten, gingen mit dem Ersten Wiener Schiedsspruch 1938 sowie bei der  Zerschlagung der Tschechoslowakei und Gründung des  Slowakischen Staates 1939 an das Königreich Ungarn. Durch die judenfeindliche Politik in der Slowakei wurde Agi vom weiteren Besuch des Gymnasiums ausgeschlossen. 1942 wurde ihre Familie vom Tiso-Regime in das Konzentrationslager Auschwitz deportiert und dort Opfer des Holocaust. Agi entkam den slowakischen und ungarischen Deportationen in einem katholischen Kloster in Budapest.
Nach Kriegsende heiratete sie den slowakischen Kabarettisten Ján Kalina (1913–1981), der auch beim Film arbeitete. Agi Kalinová arbeitete von 1946 bis 1948 beim französischen Konsulat in Prag und wurde 1952 Journalistin in Bratislava bei der Wochenzeitung Kultúrny život (Kulturelles Leben), schrieb u. a. Filmkritiken und übersetzte aus dem Französischen, Ungarischen und Deutschen. Nach der Niederschlagung des Prager Frühlings 1968 erhielten beide ein Berufsverbot. 1969 war sie eine Jurorin bei den Internationalen Filmfestspielen in West-Berlin. 1972 wurde sie als angebliche Landesverräterin verhaftet, nach drei Monaten Haft arbeitete sie als Hilfsarbeiterin in einem Elektrounternehmen.
1978 musste das Ehepaar mit der Tochter Julia in den Westen emigrieren, Ján starb bereits 1981. Agneša Kalinová arbeitete als Redakteurin und Kommentatorin in der tschechoslowakischen Redaktion von Radio Free Europe in München und war dadurch in der Tschechoslowakei eine bekannte Stimme und Vermittlerin von unterdrückten Nachrichten aus dem Land.
Beide wurden nach der Samtenen Revolution 1990 in der Tschechoslowakei rehabilitiert. 2012 veröffentlichte sie ihre autobiografische Schrift Meine sieben Leben. Sie erhielt postum in der Slowakischen Republik  die Medaila prezidenta Slovenskej republiky.

## Schriften (Auswahl)
- mit Jana Juráňová: Mojich 7 životov?. Bratislava : Aspekt, 2012